# 2016년~2017년 감비아 헌정위기
2016년~2017년 감비아 헌정위기는 2016년 12월 열린 대통령 선거에서 야당 후보 아다마 바로가 오랫동안 현직 대통령이었던 야히아 자메를 상대로 승리하면서 발생한 헌정 위기이다. 결국 서아프리카 국가 경제 공동체(ECOWAS)의 군사 개입으로 자메가 감비아를 떠나면서 헌정위기 사태가 종결되었다.
자메는 12월 1일 처음으로 아다마 바로의 대선 승리를 인정했지만, 며칠 후 대선 결과를 부정했다. 자메는 선거 결과 무효를 주장하며 감비아 대법원에 항소했으나 대법원은 자메의 패소를 발표했다. 그러자 자메 대통령은 수도인 반줄과 최대도시인 세레쿤다에 군대를 배치했다. 애국재건건설동맹(APRC)이 절대다수를 차지했던 감비아 국민의회는 자메의 대통령 임기를 연장한다는 긴급조치를 발표했다.
자메 통치 시기 가입했던 국제기구인 유엔과 ECOWAS는 자메에게 즉각 사임할 것을 요구했다. 자메가 이를 거부하자 ECOWAS는 세네갈, 나이지리아, 가나 연합군을 구성해 ECOWAS 특별조항을 근거로 감비아에 개입했다. 자메의 임기는 원래 2017년 1월 19일 종료될 예정이었며 바로는 세네갈 주재 감비아 대사관에서 감비아 대통령으로 취임 선서를 했다. 이후 바로의 요청에 따라 ECOWASA 군대는 감비아군이나 국민방위군의 저항 없이 그대로 감비아에 무혈입성했다. 감비아 해군은 바로를 대통령으로 인정했다. ECOWAS 부대는 1월 21일 수도 반줄에 입성했고 자메는 감비아에서 적도 기니로 망명했다. 바로는 1월 26일 대통령 자격으로 감비아에 입국했다.

## 초기 반응
선거 결과가 발표되자 야권 지도자들은 깜짝스러운 승리를 축하했고 자메의 선거 패배 인정에 다들 놀랐다. 반줄 거리에서 수천명이 축하했다. 하지만 일부는 자메가 앞으로 어떤 행동을 취할지 우려를 표했으며 이런 상황에서도 권력을 지키러 할 수 있다는 의견을 보였다. 한 사업가는 "그가 대통령궁을 떠나는 모습을 봐야만 믿을 수 있겠다. 여전히 그는 군대를 통제하고 있고 최고 수뇌부는 전부 가족이다."라고 말했다.
선거 며칠 후 바로가 속한 연합민주당 당수인 우사이누 다뵈를 포함한 야권 수감자 19명이 석방되었다. 다뵈는 2016년 4월 체포되어 징역 3년을 선고받았으며 다뵈의 체포로 바로가 대신 대선 후보에 올랐다.
선거 직후 인터뷰에서 바로는 국외 디아스포라를 포함한 감비아 국민에게 감사 인사를 전하며 서로의 차이를 제쳐두고 국가 발전을 위해 함께 노력하자고 호소했다. 바로는 "감비아 국민들이 서두르고 있단 걸 알고있지만, 하루아침에 모든 것이 이루어지진 않습니다. 저는 모든 감비아 국민들과 그 친우에게 우리와 함께 위대한 이 나라를 발전시킬 수 있도록 도와달라고 호소합니다. 전 이번 정권 교체가 단순한 변화로 끝나지 않길 바랍니다. 이 변화가 국가와 전 감비아 국민의 행복 증진으로 이어지길 바랍니다. 따라서 전 감비아 국민과 그 친우에게 감비아를 다시 위대하게 만들기 위해 도와주길 부탁드립니다."라고 말했다.
바로는 초기 우선순위로는 농업에 집중하겠다고 말했다. 바로는 "이곳엔 광물이 없습니다. 이 나라의 중추는 농업입니다... 야히아 정부 하에서 모든 농업 부문이 완전히 무너져 괴멸 상태입니다."라고 말했다. 사법 개혁과 관련된 질문에서는 "우리는 누구도 사법부에 영향을 미칠 수 없는 독립적이면서 자유로운 사법부를 원합니다. 사법부에 속한 사람을 보호하기 위한 법률을 제정할 것입니다. 직업 안정성과 독립성을 얻게 되죠. 대통령 권한도 축소하겠습니다."라고 말했다.

## 자메의 선거 결과 부정
2016년 12월 9일 자메는 감비아 국영 텔레비전에 출연해 "선거 과정에서... 심각하고 용납할 수 없는 이상이 발견되어" "최근에 있었던 선거 결과를 인정하지 않기로 결정"했다고 발표했다. 자메는 "신을 두려워하는 독립된 선거관리위원회"에서 재선거를 치러야 한다고 주장했다. 이 방송 직전에는 야당연합의 대표인 파투마타 탐바장이 자메의 기소를 촉구했다. 탐바장은 2017년 1월 정권을 이양받은 그 해에 자메와 그 일가로부터 돈과 재산을 환수하기 위한 "자산 환수 국가위원회"를 구성할 것이라고 밝혔다.
12월 10일부터 감비아군이 수도 반줄의 주요 길목에 배치되어 모래자루를 쌓은 기관총 진지를 구축했고 검문소를 통해 시민의 움직임을 통제했다. 감비아 제1도시인 세레쿤다에서도 군대가 배치되었다. 《가디언》 지의 아프리카 특파원은 신정부 하에서 자메에 대한 기소가 이루어질 것이란 전망이 안보 및 군사 지도자가 자메를 지지하게 만든 원인이라 분석했다. 서아프리카 국가 경제 공동체(ECOWAS) 의장이자 라이베리아 대통령 엘런 존슨설리프가 분쟁 해결을 위해 협상을 시도했으나 설리프가 탄 비행기의 입국이 허가되지 않아 무위로 돌아갔다.
자메가 속한 정당인 애국재건건설동맹(ARPC)은 선거 결과에 이의를 제기하기 위해 법이 정한 10일 기한을 준수하여 대법원에 선거 결과 무효화 심판을 신청해 자메의 성명을 따르겠다고 발표했다. 감비아에는 대법원장이 있긴 하지만 2015년 5월 이후 1년 반 넘게 대법원이 활동하지 않았고 대법원이 사건을 심리하기 위해서는 최소 4명의 판사가 추가 선임되야 한다고 밝혀졌다. 《로이터》지가 인터뷰한 인권 단체에 따르면 자메는 법원에 상당한 영향력을 가지고 있다. 2013년부터 2015년까지 대법관 3명 중 1명은 수감되었고 다른 1명은 해임되었으며 남은 대법관 1명은 자메가 유죄 판결을 원했던 사람에게 무죄를 선고하고 국외로 도피했다. 선거관리위원회 위원장인 알리우 모마르 은자이는 법정에 가면 최종 집계가 정확하다는 사실이 명확히 드러날 것이라고 말했다.
12월 13일에는 보안군이 선거관리위원회 사무실을 점거하고 위원장과 직원의 건물 출입을 막았다. APRC는 선거 결과 무효화를 주장하는 항소장을 제출했다. 한편 ECOWAS가 파견한 지역 대표단 4명은 자메를 만났으나 별다른 합의없이 떠났다. 군대는 12월 말 선거관리위원회 사무실 점거를 풀고 정부는 직원이 자유롭게 직장으로 돌아갈 수 있다고 말했다. 점령은 건물을 향한 공격을 막기 위해서라고 밝혔다. 또한 침착하라고 촉구하며 평소와 같은 일상생활이 계속되어야 한다고 밝혔다. 2017년 신년 연설에서 자메는 "각 회원국의 내정 불간섭 원칙을 위반하는 것으로 완전히 불법"이라며 "사실상 선전포고이자 우리 헌법에 대한 모욕"이라고 ECOWAS의 입장을 강하게 비판했다. 또한 자메는 "어떤 침략으로부터라도 국토를 방어할 준비가 되었으며 어떤 타협도 없을 것"이라고 말했다.

### 감비아 국내 반응

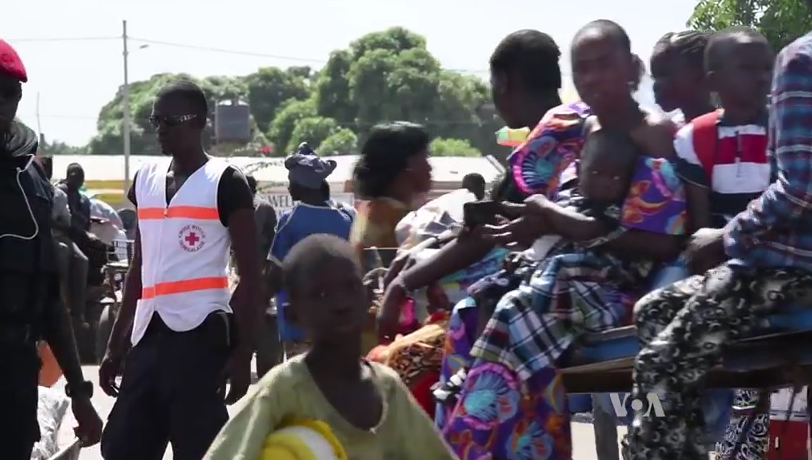
1월 18일 자메의 퇴진 거부 이후 국경 너머 세네갈로 약 26,000명의 난민이 탈출했다. 사진은 세네갈로 탈출한 감비아 시민의 모습.

자메가 대통령 선거 결과를 부정한 당일 바로는 자메가 선거를 무효화하고 재선거를 요구할 헌법상의 권한이 없으며 독립된 선거관리위원회만이 권한이 있다 주장하면서 동시에 바로는 안전가옥으로 도피했다. 바로 거주지를 보호하는 지지자들에 따르면 감비아군과 경찰이 바로를 거부하길 거부했다고 주장했다. 대통령 선거에서 제3후보였던 맘마 칸데도 "패배를 곧바로 인정하고 이후 바로에게 연락해 축하를 전한 움직임은 전 세계의 찬사를 받았다. 당신의 결정을 재고하기를 바란다"라면서 자메의 즉각 사퇴를 요구했다.
12월 12일 감비아 변호사 협회는 긴급 회의를 열었다. 회의 결과 자메의 선거 결과 부정을 "반역죄에 해당한다"고 규정했고 나이지리아인 판사이자 감비아 대법원장인 엠마누엘 파그벤레가 자메를 위한 선거운동을 실시하고 사법공무원의 결정에 부당하게 개입해 독립성과 공정성이 훼손되는 심각한 위법행위를 보여주었다며 즉각 사퇴를 촉구하는 결의안을 만장일치로 통과시켰다. 감비아 교사노조는 자메의 행동을 "의심할 여지 없이 전 감비아인, 특히 우리 아이들의 생명을 위협하는 혼란과 무질서한 행동"이라 말했다. 감비아 언론연합, 감비아 대학교, 감비아 의사협회와 최고 이슬람위원회도 즉각 자메가 물러나고 바로에게 대통령을 인수인계해야 한다고 발표했다. 12월 20일 감비아 대사 12명이 바로에게 축하 서한을 보내고 바로에게 즉각 퇴진하라 요구했다. 이에 대응해 자메의 신규 정보부 장관은 2017년 1월 20일 대사 12명이 즉각 해임되었다고 발표했다.
1월 13일 바로는 나이지리아 국민의회의 일부 국회의원이 제안했던 자메의 나이지리아 망명을 허가해서는 안된다고 말했다. 나이지리아 대통령 모하마두 부하리는 교착 상태를 해결하기 위해 평화적 대화 노력을 계속하겠다고 밝혔다. 또한 바로는 대통령 분쟁에도 1월 19일 정상적으로 취임식을 열겠다고 발표했다. 위기 종식 회담은 1월 14일 합의 없이 종료되었고 아프리카 연합(AU)는 1월 19일 이후 자메를 감비아의 대통령으로 인정하지 않기로 결의했다. 바로는 말리에서 열린 지역 정상 회담에 초청되어 권력 이양에 대해 추가로 논의했다. 바로 자신은 안전 우려로 취임 며칠 전 세네갈로 떠났다. 또한 이 기간 바로는 자신의 8세 아들이 개에 물려 사망하는 사고도 겪었다. 바로는 2017년 1월 16일 열린 아들의 장례식에는 감비아로 돌아와 참석하기에 안전 문제가 해결되지 않았다고 여겨 장례식에 참석하지 못했다.

### 국제적 반응
자메의 행동에 대해 미국과 세네갈 정부가 비판했다. 아프리카 연합도 자메의 행동을 "무효"라고 선포했다. 세네갈이 긴급 유엔 안전 보장 이사회(UNSC) 회의를 요청한 후 UNSC는 만장일치 성명을 통해 자메가 평화적으로 정권을 이양해야 한다고 선언했다.
서아프리카 국가의 국가원수 4명으로 구성된 대표단은 12월 13일 감비아로 향해 자메에게 가서 선거 결과를 받아들이고 물러나도록 설득할 계획이라고 발표했다. 대표단은 서아프리카 국가 경제 공동체(ECOWAS) 의장이자 라이베리아 대통령 엘런 존슨설리프, 나이지리아 대통령 모하마두 부하리, 가나 대통령 존 드라마니 마하마, 시에라리온 대통령 어니스트 바이 코로마이다. 아프리카 연합도 차드 대통령이자 아프리카 연합 의장인 이드리스 데비를 대표로 한 협상단을 감비아로 파견할 예정이라고 밝혔다. 유럽 연합 외교 문제·안보 정책 고위대표 페데리카 모게리니는 유럽 연합을 대변해 자메에게 선거 결과를 존중하고 물러나도록 요청하며 "이를 되돌리러는 모든 시도는 심각한 위험을 초래할 것이다"라는 성명을 발표했다." 유엔 주재 미국 대사인 서맨사 파워는 "매우 위험한 순간"이라고 말했다.
12월 14일 유엔 관료는 자메가 국가원수로 남아있는 것을 좌시할 수 없으며 현 임기가 끝난 이후에도 계속 권좌를 유지하러 시도한다면 강력한 제재를 받게 될 것이라 선포했다. 유엔 서아프리카 및 사헬 지역 특별대표인 모함마드 이븐 참바스는 "자메에게 끝이 왔으며 어떤 상황이라도 그가 대통령직을 계속할 수 없다. 임기가 끝나는 그 때(1월 18일) 바로에게 대통령직을 넘겨야 한다."고 말했다. 유엔 사무총장 반기문은 선거 결과를 받아들이지 않는 것이 "감비아 국민의 의사를 무시하는 터무니없는 행위"라고 비판했다. 유엔은 자메 퇴진을 강제하기 위해 군사 행동을 할지에 대한 질문에 참바스는 가능성을 배제하지 않고서 "필요하지 않을 수도 있다. 그 때가 직접 와봐야 알 것."이라고 말했다.
12월 16일 ECOWAS는 바로가 "감비아 국민의 뜻을 존중하기 위해" "대통령 선서를 해야 한다"는 성명을 발표했으며 "본 기구(ECOWAS)는 선거 결과의 뜻을 이루기 위한 필요한 모든 조치를 취할 것"이라고 발표했다. ECOWAS는 분쟁 중재단 대표로 모하마두 부하리를 임명하고 공동중재자로 존 드라마니 마하마를 임명했다. 12월 19일 아프리카 연합은 ECOWAS의 입장을 전적으로 지지한다고 발표했다. 아프리카 연합 의장인 이드리스 데비는 ECOWAS의 입장이 "감비아 상황에 대한 원칙적인 입장"이라고 밝혔다.
각 국가 지도자의 압력에도 불구하고 자메는 12월 20일 저녁 텔레비전 연설에서 감비아 대법원이 선거 결과를 인정하지 않는 한 1월 임기가 끝나더라도 퇴임하지 않겠다고 발표했다. 자메는 재선거가 이뤄져야 한다고 주장하며 "나는 속이지 않았고 속이지 않을 것이다. 정의는 반드시 이루어져야 하며 정의를 이루는 유일한 방법은 전 감비아 국민이 투표할 수 있도록 재선거를 치르는 것이다. 이것이 우리 문제를 평화롭고 공정하게 해결할 수 있는 유일한 방법이다"라고 말했다. 자메는 도전적인 어조로 외국의 간섭을 거부하며 싸울 준비가 되었다고 선언했다.
12월 23일 ECOWAS는 자메가 물러나지 않을 경우 군대를 파견하겠다고 발표했다. ECOWAS 위원회 위원장인 마르셀 알랭 드 수자는 "자메의 임기가 끝나는 1월 19일이 기한이다"고 말했다. 군사 개입은 세네갈 주도하로 이루어지기로 결정했다. 드 수자는 "자메가 물러나지 않는다면 우리는 이미 경계 태세를 갖춘 부대를 통해 개입하여 국민의 의지를 회복할 것이다"라고 말했다. 1월 7일 연설에서 엘런 존슨설리프 대통령은 평화적 해결의 중요성을 강조하며 ECOWAS가 "감비아의 평화적 중재와 평화적 관력 이양에 전념하는 중"이라고 말했다.

## 대법원 관련 사항
대법원에 임명된 6명의 추가 판사(나이지리아 판사 하비브 A. O. 아비루, 아부바카르 다티 야하야, 아부바카르 티자니, 오반베 페스투스, 아코마예 안김 5명, 시에라리온 판사 니콜라스 콜린 브라운 1명)는 2016년 10월부터 파그벤레 대법원장의 협조로 비밀리에 이루어졌다고 알려져 있다. 새로 임명된 대법관 중 한명인 아코마예 안김은 감비아 전 대법원장이다. 하지만 신임 대법관이 모두 임명을 수락했는지 대한 여부는 확실하지 않으며 특히 아비루의 경우 자신의 임명을 거부하고 다른 지명자들과 만날 계획이라는 보도가 올라왔다. 파그벤레는 12월 21일 ARPC의 항소장을 검토하기 위한 대법원 심리를 2017년 1월 10일 새롭게 임명된 판사들과 함께 시작하겠다고 발표했다.
대법원이 선거 결과에 대한 ARPC 항소장을 검토하기로 예정된 1월 10일 엠마누엘 파그벤레 대법원장은 사건을 심리하도록 임명된 외국인 판사가 5월 또는 11월에나 완전 임명이 가능하기 때문에 사건 심리를 몇 달 연기해야 한다고 주장했다. 파그벤레는 "우리는 대법원 내 판사가 전부 있을때만 심리를 진행할 수 있다"라고 말하며 공식적으로 1월 16일까지 심리를 휴정했다. 이번 사건의 주심판사로 활동할 에정이었던 나이지리아 판사 오노게메 우두마는 5월까지 활동이 불가능함이 알려졌다. 또한 자메의 최고장관인 세리프 보장은 선거 패배를 받아들이지 않는 자메에 항의해 사임했다고 보도되었지만 국영 텔레비전에서는 보장이 해임되었다고 보도했다.
파그벤레는 교착 상태를 해결하기 위해선 중재가 최선의 방법이라고 주장했다. 하지만 자메는 국영 텔레비전에 출연해 대법원이 상고 결정을 내리기 전까지 "법치주의를 지키기 위해" 대통령직에 계속 있겠다고 선언했으며 이는 최소한 2017년 5월까진 이어질 것으로 예상했다. 자메는 유엔, 아프리카 연합, ECOWAS의 입장을 감비아 내정에 대한 "외국의 간섭"이라 주장했다.
자메는 파그벤레 대법원장이 바로를 대통령으로 선언하는 일을 막기 위해 새로운 금지명령을 청구했다. 하지만 파그벤레는 "금지명령이 대법관으로서 내 자격에 영향을 미치기 때문에 난 이 사건을 심리하지 않겠다"고 말하며 신규 사건 심리를 고려하지 않겠다고 말했다. 자메 측 변호사는 바로의 대통령 선서를 막기 위한 금지명령을 받는 일이 현 시점에서는 불가능하다고 인정했다.

## 언론 탄압과 국가비상사태 선언
2017년 1월 1일과 2일에 타랑가 FM, 힐탑 라디오, 아프리 라디오 등 개인 라디오 방송국 3곳이 국가정보국의 명령으로 폐쇄되었다. 1월 3일에는 선거관리위원회 위원장인 알레우 모마르 은자이가 안전 우려로 해외로 출국했거나 잠적했다는 보도가 나왔다. 새해 메세지에서 감비아군 참모총장인 우스만 바르기에는 "감비아군은 변함없는 충성심과 지원을 받았다"고 말했다.
대통령 임기가 끝나기 하루 전인 1월 17일 자메 대통령은 90일간의 국가비상사태를 선포했다. 텔레비전으로 발표된 선언에서 자메는 2016년 12월 투표 기간과 그 이전에 "전례없는 정도의 외국 간섭"이 있었다며 비상사태 선언 조치가 불가피했다고 주장했다. 야권은 자메가 대통령직을 유지하기 위해 국가비상사태를 이용했다고 비난했고 선거 결과 무효화에 이를 악용할 수 있다고 비판했다.
감비아 국민의회는 외국 간섭을 비판하는 결의안과 함께 비상사태를 승인하고 4월 종료 예정이었던 임기를 3개월(2017년 7월 11일)까지 연장한다는 안건을 통과시켰다. 이후 자메의 대통령 임기도 3개월 연장하는 안건을 통과시켰다.

## 바로의 취임과 ECOWAS의 군사 개입
비상사태가 발표된 이후 세네갈군은 1월 18일 감비아 국경지대에 ECOWAS 선봉대로 배치되었다. 세네갈군은 나이지리아 공군의 항공기와 병력, 나이지리아 해군의 함선 지원을 받았다. 같은 날 감비아군 총사령관 우스만 바디지에는 자메에 대한 외국군의 개입시 움직이지 않겠다고 발표했다.
부통령 이사투 은지에사이디는 1월 18일 사임했다. 이때까지 내각 장관 중 8명이 현 위기 상황을 이유로 사임했다.
야권은 반줄 미니스타디움에서 취임식을 진행하겠다고 선언했지만 나중에 취소되었고 바로의 대변인 할리파 살라는 공개되지 않은 장소에서 취임식 선서를 할 예정이라고 밝혔다. 나중에 이 장소가 다카르에 있는 세네갈 주재 감비아 대사관임이 밝혀졌다. 모리타니 대통령 모하메드 울드 압델 아지즈가 자메를 만나 퇴임을 위해 설득했으나 실패했다. 1월 19일 ECOWAS는 자정까지를 기한으로 사임해야 한다고 최후통첩을 보냈다. 세네갈, 나이지리아 및 기타 국가의 군대가 감비아-세네갈 국경에 집합해 감비아 내로 들어가라는 ECOWAS의 명령을 기다리고 있다. 나이지리아 공군 비행기가 감비아 상공을 날고 있는 모습도 포착되었다.
보츠와나는 1월 19일 국가 중에선 최초로 자메의 국가원수 인정을 부정했다. 또한 1월 19일 동시에 세네갈군이 감비아 국경을 넘어 감비아 내로 침공하기 시작했다.
아다마 바로는 2017년 1월 19일 세네갈 다카르에 있는 감비아 대사관에서 열린 대통령 취임식에서 감비아 대통령으로 취임했다. 수 시간 후 세네갈군이 감비아로 진입해 바로의 대통령직 수행을 집행했다. 유엔 안전 보장 이사회는 자메의 즉각 퇴진을 촉구하며 바로를 지지하는 유엔 안전 보장 이사회 결의 제2337호를 통과시켰다. 결의안에서는 2016년 대통령 선거 결과를 존중하라는 ECOWAS의 입장을 지지했으나 군사 행동에 대해선 지지를 표명하지 않고 "정치적 수단이 우선"이라고 말했다. 세네갈은 나중에 마지막으로 위기를 중재하기 위해 공세를 잠시 중단하고 자메가 여전히 대통령직을 포기하지 않을 경우 1월 20일 정오에 침공을 재개하기로 결정했다. 이날 밤 감비아 라디오&텔레비전 방송국 보도에 따르면 이날 자메가 내각 전 장관을 해임하고 새 내각으로 교체하겠다고 발표했다.
하지만 자메는 정오가 지나서도 하야를 거부했고 이후 시한이 16시(GMT)로 연장되었으나 이때도 사임하길 거부했다. 모리타니 대통령 모하메드 울드 압델 아지즈, 기니 대통령 알파 콩데, UN 지역대표 모하마드 이븐 참바스가 자메에게 사임하라고 다시 설득했다. 감비아 육군참모인 우스만 바디지에 중장은 바로에 충성한다고 선언하고 감비아군이 ECOWAS와 교전하지 않겠다고 발표했다. 바로와 세네갈 관료는 이후 자메가 퇴임에 동의했으며 곧바로 감비아를 출국한다고 발표했다. 모리타니 대통령 아지즈는 자메의 대통령 사임과 해외 망명에 대한 거래가 성립되었다고 말했다.
1월 21일 새벽 자메는 국영 텔레비전에서 대통령직에 물러나겠다고 발표했으며 같은 날 밤 해외로 출국했다. 국민의회는 1월 24일 자메가 선포했던 국가비상사태를 해제했다. 직후 ECOWAS 군대 4천명이 감비아에 남아 바로가 돌아와 대통령직에 오를 때까지 질서 유지 활동을 했다. 5일 후 바로는 감비아로 귀국해 ECOWAS 병력(이 시점에서 2,500명이 남음)에게 질서를 확립할 수 있도록 최소 6개월간 감비아에 남아달라고 요청했다.

## 같이 보기
- 1981년 감비아 쿠데타 미수